# Discocyrtus fimbriatus
Discocyrtus fimbriatus is een hooiwagen uit de familie Gonyleptidae.